# Tortosa (Spanje)

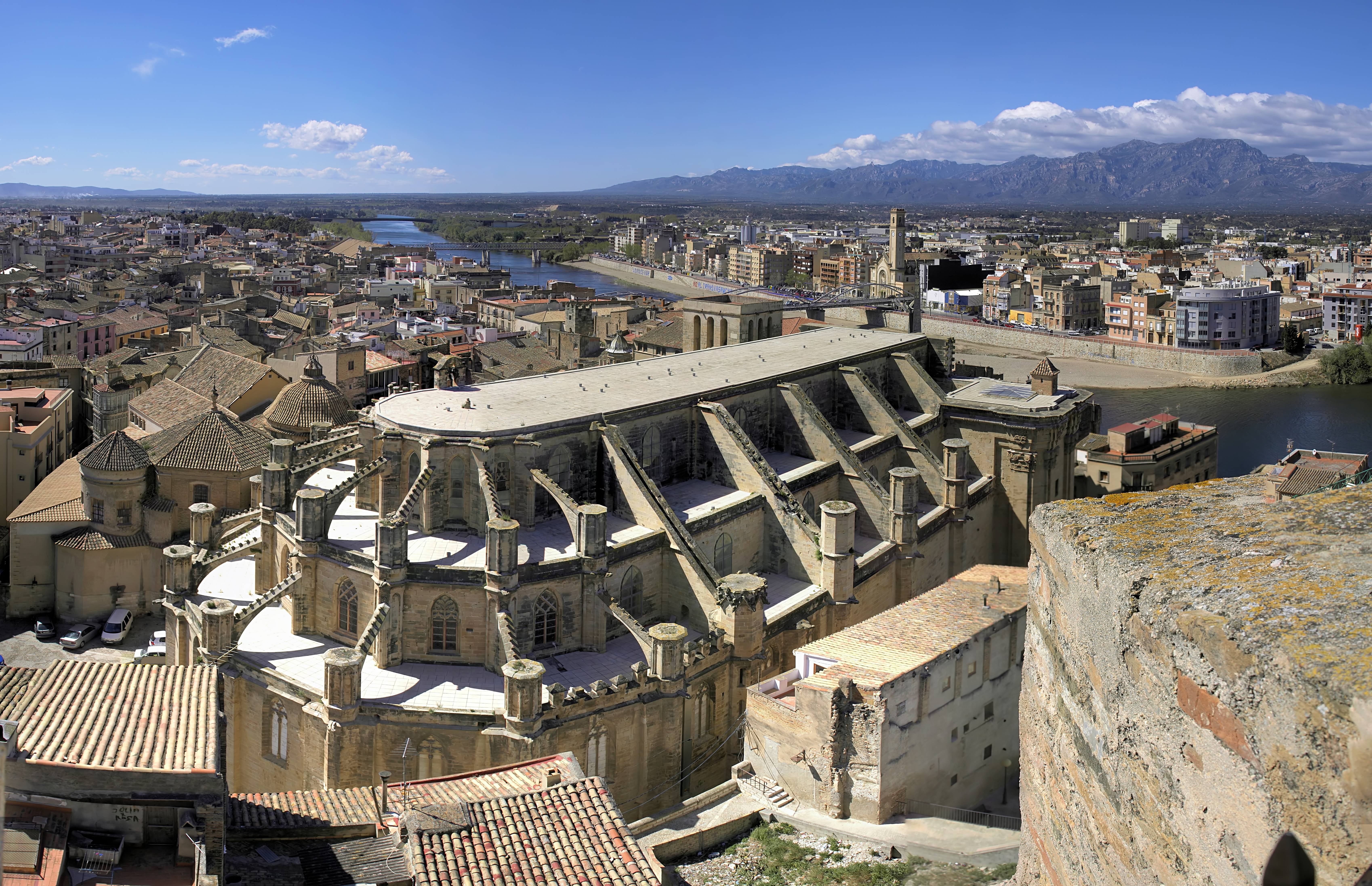
Zicht op de stad

Tortosa (Latijn: Dertusa of Dertosa, Arabisch: طرطوشة Ṭurṭūšah) is een kleine stad en gemeente in de Spaanse autonome regio Catalonië, in de provincie Tarragona. Tortosa telt 33.743 inwoners (1 januari 2016). Het is de hoofdstad van de comarca Baix Ebre. Tortosa ligt in het zuiden van Catalonië, op een paar kilometer afstand van de Costa Dorada en het Nationale Park Delta del Ebro (Biosfeerreservaat). 

## Geschiedenis
De Iberiërs bewoonden de plaats Dertosa al voordat de Romeinen de stad in bezit kregen. Onder Scipio Africanus werd Dertosa opnieuw ingericht en Julius Caesar maakte van de stad een municipium. Onder keizer Augustus werd de stad hernoemd tot Colonia Julia Augusta Dertosa.
Circa 714 werd de stad veroverd door de Moslims op de Visigoten. De latere Frankische koning Lodewijk de Vrome voerde als koning van Aquitanië samen met Bera (graaf van Barcelona) in 804, 808 en 809 verscheidene campagnes ter uitbreiding van de zuidgrens van de Spaanse Mark. Tortosa werd verscheidene malen aangevallen en belegerd. In 809 belegerden de Frankische troepen en die van Bera de stad voor veertig dagen. De nieuwe emir van Córdoba, Abd ar-Rahman II, trok op tegen de belegeraars. De islamitische historicus Al Maqqari schreef over een overwinning voor de moslims, terwijl de historicus Astronomus meldde dat de sleutels van de stad aan Lodewijk overhandigd werden die daarna weer vertrok.
Van circa 1009 tot 1060 en van 1081 tot 1099 was de stad een zelfstandige taifa. De Almohaden, een berberdynastie uit Marokko, onder Abd al-Moe'min kwamen in 1145/1148 in bezit van Tortosa.
Op 31 december 1148, na een belegering van vijf maanden door graaf Raymond Berengarius IV van Barcelona en ridders uit onder meer Genua, Friesland, Vlaanderen en Engeland kwam de stad, die ruim vier eeuwen islamitisch was geweest, aan het Koninkrijk Aragon.
In 1149 werd de stad tevergeefs door de moslims belegerd. De vrouwen hielpen de stad verdedigen en graaf Raymond Berengarius IV van Barcelona stelde voor hen de "Orde van de Dames van Tortosa", ook wel "Orden de la Hacha" genoemd, in.
Van 1556 tot en met 1560 was de jonge, uit Mechelen afkomstige, kunstschilder Godfried van Steynemolen actief in Tortosa.
Tijdens de Spaanse Burgeroorlog leed Tortosa in 1939 veel schade.

## Demografische ontwikkeling
Bron: INE; 1857-2011: volkstellingen
Opm.: In 1857 scheidde Roquetas zich af en werd een zelfstandige gemeente; in 1977 scheidden Deltebre, San Jaime de Enveija en Camarles zich af en werden zelfstandige gemeenten; in 1991 scheidde L'Aldea zich af en werd een zelfstandige gemeente

## Personen uit Tortosa
- Peter van Santamans (?-1383), kanunnik van het kapitel van Tortosa en 9de president van de Generalitat de Catalunya (1381-1383).
- Esteve de Garret (? -1523) aartsdiaken in Tortosa en 48ste president van de Generalitat de Catalunya (1515-1518).
- Paus Adrianus VI
- Willem van Enckevoirt
- Felipe Pedrell (1841-1922)
- Francesc Gimeno (1858-1927)
- Víctor Beltrí (1862-1935), architect.
- Ricard Salvat i Ferré (1934-2009)